# Wargemoulin-Hurlus
Wargemoulin-Hurlus är en kommun i departementet Marne i regionen Grand Est (tidigare regionen Champagne-Ardenne) i nordöstra Frankrike. Kommunen ligger i kantonen Ville-sur-Tourbe som tillhör arrondissementet Sainte-Menehould. År 2022 hade Wargemoulin-Hurlus 46 invånare.

## Befolkningsutveckling
Antalet invånare i kommunen Wargemoulin-Hurlus
| Referens: INSEE |